# French Kiss with Kylie
French Kiss With Kylie – szósty album studyjny rumuńskiego boysbandu Akcent wydanej w 2006 roku. Na płycie znajdują się m.in. największe hity lata 2006 Kylie i Jokero. Oprócz tego na płycie znajdują się również takie utwory jak French kiss, 4 Seasons In One Day, I swear, I'm buying you whisky czy S.O.S.
Płyta została wydana ponownie 7 lipca 2007 roku i zawierała dodatkowo nowy singel "King of Disco" i DVD z 4 teledyskami i fotogalerią.

## Lista utworów

### CD
1. "Kylie"
2. "JoKero"
3. "Phonesex"
4. "French Kiss"
5. "I Swear"
6. "4 Seasons in One Day"
7. "I´m Buying You Whisky"
8. "S.O.S"
9. "Last Summer"
10. "Spune-mi (Hey Baby!)"
11. "Suflet Pereche"
12. "Dragoste de Inchiriat"
13. "Kylie" (Crush Rock Remix)
14. "JoKero" (Activ & Optick Remix Edit)
15. "King of Disco" jedynie nowa wersja płyty

### DVD
jedynie nowa wersja płyty
1. "Kylie" - video
2. "Jokero" - video
3. "French Kiss" - video
4. "King of Disco" - video
5. Fotogaleria